# Klas Särner
Klas Johan Gustaf Särner (Habo, Jönköping, 25 de desembre de 1891 – Estocolm, 22 de gener de 1980) va ser un gimnasta artístic suec que va competir a començaments del segle xx.
El 1920 va prendre part en els Jocs Olímpics d'Anvers, on va guanyar la medalla d'or en el concurs per equips, sistema suec del programa de gimnàstica.
Särner era oficial de l'exèrcit i arribà a tenir el rang de capità. Des de 1935 va ensenyar esgrima en una escola de teatre, i el 1946 va tenir un paper secundari en la pel·lícula Iris och löjtnantshjärta.